# Izquierda Mirandesa
 (juillet 2016).
Si vous disposez d'ouvrages ou d'articles de référence ou si vous connaissez des sites web de qualité traitant du thème abordé ici, merci de compléter l'article en donnant les références utiles à sa vérifiabilité et en les liant à la section « Notes et références ».

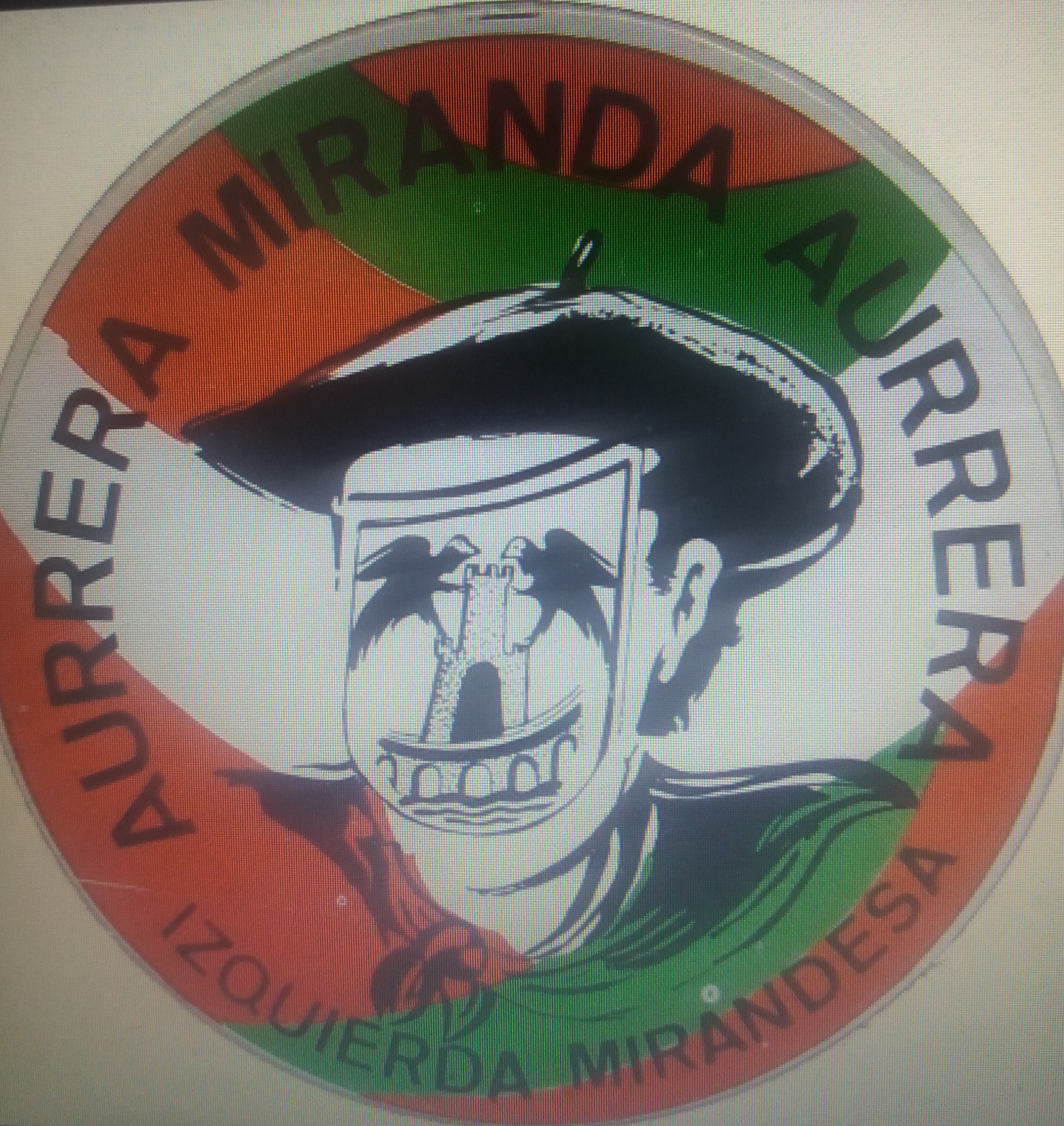
Logo du parti politique Basque Izquierda Mirandesa.

Izquierda Mirandesa (en français : Gauche mirandaise et en basque : Mirandako Ezkerra) est un parti politique de la ville de Miranda de Ebro en Espagne, d'idéologie nationaliste basque et socialiste.

## Présentation
Bien que Miranda de Ébro appartienne à la province de Burgos, le parti milite pour l'incorporation de la ville à l'Alava et, donc, à la Communauté autonome basque. Son actuel leader[Quand ?] est Conchi Salazar.

## Histoire
Le parti est créé en 1983 entre autres par des membres de l'Organisation révolutionnaire des travailleurs et du Parti du travail d'Espagne. Il se présente à chaque élection municipale entre 1987 et 1999, mais n'obtient aucun élu. En 2015, il se présente au sein de la coalition Ganemos Miranda avec des membres d'EQUO, d'INCIDE et des indépendants qui recueille 6,16 % des voix et obtient un siège au conseil municipal.

## Élections municipales
| Élections                          | Votes | %    | conseiller |
| ---------------------------------- | ----- | ---- | ---------- |
| Élections municipales de juin 1987 | 669   | 3,73 | -          |
| Élections municipales de mai 1991  | 426   | 2,54 | -          |
| Élections municipales de mai 1995  | 384   | 1,99 | -          |
| Élections municipales de juin 1999 | 260   | 1,46 | -          |
| Élections municipales de mai 2015  | 903   | 6,16 | 1          |